# Franz Zdralek
Franz Ernst Zdralek (* 10. Juli 1894 in Kupp, Kreis Oppeln, Provinz Schlesien; † 19. März 1970 in Nürnberg) war ein deutscher Jurist und Politiker (DZP, SPD).

## Leben und Wirken
Franz Zdralek, im damals kleinsten preußischen Amtsgerichtsbezirk in Oberschlesien geborener Sohn der Elisabeth Zdralek (geborene Ebelnith) und Juristen Franz Zdralek, zog als er drei Monate alt war mit seinen Eltern nach Kattowitz (ab 1922 polnisch). Dort war sein Vater als Rechtsanwalt, Notar (und preußischer Justizrat), Stadtrat und Theaterdezernent. Franz Zdralek (Junior) besuchte in Kattowitz von 1900 bis 1903 die Mittelschule und von 1903 bis 1912 das humanistische Königliche Gymnasium, an dem er am 28. Februar 1912 das Abitur unter Erlass der mündlichen Prüfung ablegte. Im Anschluss studierte er Rechtswissenschaft an den Universitäten in Freiburg im Breisgau (Sommersemester 1912) und Breslau (Wintersemester 1912 bis Sommersemester 1914 und Ausbruch des Ersten Weltkriegs). Nach Teilnahme am Krieg vom 1. August 1914 bis 15. November 1918 als Leutnant der Reserve setzte er sein Studium fort. Er legte am 6. November 1918 das Erste Juristische Staatsexamen ab und absolvierte nach Ernennung zum Gerichtsreferendar am 15. November das Referendariat am Amtsgericht Ohlau in Schlesien. 1919 wurde er bei Richard Schott in Ohlau mit dem Dissertationsthema Die Deckung der Haftung aus Vertrag bei einer Haftpflichtversicherung zur Erlangung der juristischen Doktorwürde der Rechts- und Staatswissenschaftlichen Fakultät der Universität Breslau zum Doktor beider Rechte promoviert.
Im Jahr 1918 heiraten er und Ilse Thiele in Kattowitz. Ihre zwei Töchter wurden 1919 und 1920, ihr Sohn 1923 in Godesberg geboren.
Zdralek war vom 1. April 1919 bis zum 30. Juni 1921 aus dem Staatsdienst beurlaubt und schied anschließend aus diesem aus. Er begann seine berufliche Laufbahn in der Privatwirtschaft und arbeitete von 1919 bis 1925 als Prokurist und alleiniges Vorstandsmitglied in Werken der rheinischen und hessischen Metallindustrie in Bad Godesberg. In dieser Zeit war er auch Ratsmitglied der Stadt, Vorsitzender der Verbände heimattreuer Oberschlesier für Bonn und Umgebung sowie Teilnehmer an der Volksabstimmung in Oberschlesien. Nach der „Stinnespleite“ 1925 kehrte er in seine schlesische Heimat zurück. Er war von 1. Januar 1926 bis 31. Dezember 1928 Leiter (Prokurist) der Finanz- und Rechtsabteilung sowie der Abteilung für den Landarbeiterwohnungsbau der Wohnungsbaugesellschaft „Oberschlesische Heimstätte“ und fungierte gleichzeitig als alleiniger Geschäftsführer der Baustoffbeschaffung GmbH in Oppeln. Von 1. Januar 1929 bis 31. Dezember 1931 war er als Mitglied der Zentrumspartei Stadtkämmerer der Provinzialhauptstadt Oppeln. Zudem war er Aufsichtsratsmitglied der „Oberschlesischen Heimstätte“. Gewählt 1931, wurde er am 1. Januar 1932 Erster Bürgermeister der Stadt Reichenbach (am Eulengebirge).
Nach der Machtübernahme der Nationalsozialisten wurde Zdralek, der römisch-katholisch war und dem Zentrum angehörte, am 25. März 1933 zunächst als Bürgermeister beurlaubt (bzw. von der NSDAP gewaltsam aus dem Amt entfernt) und am 22. Dezember 1933 schließlich (da er nicht mit den Nazis zusammenarbeiten wollte) als „politisch unzuverlässig“ nach § 4 BBG entlassen. Er arbeitete dann zunächst als Versicherungsvertreter. In den folgenden Jahren arbeitete er als Justiziar in der Privatwirtschaft und in kirchlichen Verwaltungen. So war er ab 1935 Geschäftsführer der Solidaris Treuhandgesellschaft für Schlesien und die Lausitz (Deutscher Caritasverband), sowie, ernannt von seinem Onkel, dem Generalvikar Joseph Martin Nathan (ab 1943 Bischof), Justitiar für das Generalvikariat der Erzdiözese Olmütz, Justitiar der Heil- und Pflegeanstalt vom St. Marienstift in Branitz und ab 1. Oktober 1936 Justitiar des Klosterstifts der Magdalenerinnen in Lauban, mit dessen Angelegenheiten er noch bis 1966, nachdem das Klosterstift nach dem Zweiten Weltkrieg eine neue Heimat in Bayern gefunden hatte, juristisch zu tun hatte.
Vom Bischof Nathan wurde Zdralek bescheinigt, dass er vom Nationalsozialismus unkontaminiert war. Der Woiwode von Oppeln bot ihm eine Stellung als Landrat an. Zdralek, des Polnischen mächtig, wurde dann, nachdem er gesagt hatte, dass er sich nicht in Polen, sondern in Deutschland unter polnischer Verwaltung befände, aber im Januar 1946 aus Polen ausgewiesen, lebte einige Zeit in Berlin, gelangte mit einem britischen Kommando nach Nürnberg, dem Aufenthaltsort seiner im Januar 1945 geflohenen Familie, und ließ sich dann in Bayern nieder. Am 27. März 1946 bevollmächtigte ihn der Breslauer Weihbischof Joseph Ferche, zugleich einer der Testamentsvollstrecker Nathans, als seinen Stellvertreter als Präses der Breslauer „Marienstiftung“. Gemäß dem Testament Nathans ist Zdralek weiterhin de jure Justitiar des von der polnischen Regierung verstaatlichten St. Marienstifts geblieben. Eine Behauptung, dass die Jurisdiktionsbefugnisse des Generalvikars Nathan zum 31. August 1945 erloschen gewesen wären, beruht auf einer von dem damaligen Kardinal August Hlond gefälschten Vollmacht des Heiligen Stuhls. Zdralek trat im Juni 1946 in den bayerischen Verwaltungsdienst ein, wurde am 16. Juni angestellter Leiter des Finanzamtes Nürnberg-Nord und im Mai 1947 Oberregierungsrat. Von Ende September 1947 bis Ende März 1949 versah er zusätzlich das Amt des Berufungshauptklägers bei der Berufungskammer Nürnberg-Fürth und leistete als solcher dem Staatsminister für Sonderaufgaben, Ludwig Hagenauer, mit seiner Mitarbeit beim Vollzug des Befreiungsgesetzes, erfolgreich Hilfe als Leiter bei der Durchführung der Entnazifizierung. Vom 1. April 1951 bis zum 31. Oktober 1952 war er Präsident des Bayerischen Landesentschädigungsamtes in München. Am 1. November 1952 wurde zum Regierungsdirektor ernannt und erhielt die Leitung des Zentralfinanzamtes Nürnberg, die er bis November 1959 innehatte. Danach war er bis zu seinem Eintritt in den Ruhestand im Juli 1962 bei der Oberfinanzdirektion Nürnberg tätig.
Zdralek wollte als Politiker und ehemaliges Mitglied der Zentrumspartei der CSU beitreten, wurde aber als Flüchtling von der CSU nicht aufgenommen. So trat er der SPD bei. Bei den Landtagswahlen 1950, 1954 und 1958 wurde Zdralek jeweils als Abgeordneter in den Bayerischen Landtag gewählt, dem er bis 1962 angehörte. Im Parlament vertrat er den Wahlkreis Mittelfranken. Er war Mitglied des Rechts- und Verfassungsausschusses des Bayerischen Landtags, des Ausschusses für Angelegenheiten der Heimatvertriebenen und Kriegsfolgeschäden, des Ausschusses Geschäftsordnung und Wahlprüfung sowie vielen Unterausschüssen und Sonderausschüssen des Landtags maßgeblich beteiligt (so im Unterausschuss für Ablösung der Holznutzungsrechte und im Spielbanken-Untersuchungsausschuss). Zudem war er Berichterstatter für das Erste und Zweite Bayerische Rechtsbereinigungsgesetz um die Vorschriftenbereinigung und das Bayerische Stiftungsgesetz. Von 1950 bis zu seinem Tod war er Mitglied des Bayerischen Verfassungsgerichtshofes. Zdralek wirkte zudem als 1. Vorsitzender der Vereinigten Landsmannschaften in Nürnberg und später in dreijährigem Turnus wechselnd als Vorsitzender des Bundes der Vertriebenen. Er war stellvertretender Vorsitzender der schlesischen Landsmannschaft Bayern und bis zu seinem Lebensende ab 1946 Vorsitzender und ab 1950 1. Vorsitzender des Schlesierbundes Nürnberg sowie Delegierter der Bundesversammlung der Schlesier. Weitere Mitgliedschaften waren im Hauptausschuss der Flüchtlinge und Heimatvertriebenen in Bayern sowie im Beirat des Bayerischen Staatsministeriums für Arbeit und Soziale Fürsorge, wo er als Vorsitzender des Lastenausgleichsausschusses wirkte und Mitglied im Kulturausschuss war. Von 1950 bis 1955 betreute er Jugendliche im Lehrlingsheim der Arbeiterwohlfahrt, deren Mitglied und Berater in steuerrechtlicher Hinsicht war. Eine im Jahr 1952 vorgesehene Tätigkeit als Finanzfachmann in der Regierung Ehard war von der CSU verhindert worden, mit der Begründung Zdralek sei noch nicht lange genug in Bayern. Durch seine Beziehungen zu Gustav Schickedanz konnte Zdralek vom Versandhaus Quelle gespendete Weihnachtsgeschenke (etwa Spielzeug und warme Decken) für bedürftige Flüchtling beschaffen. Zdraleks Sohn, Franz Zdralek, war zu dieser Zeit bei den von Gustav Schickedanz gegründeten Vereinigten Papierwerken Schickedanz & Co. tätig. Viele Schlesier vertrat Zdralek erfolgreich vor Verwaltungsgerichten. Er lebte bis zuletzt in Fürth und wurde nach seinem Tod auf dem Johannisfriedhof in Nürnberg neben seiner 1961 gestorbenen Frau beigesetzt.

## Auszeichnungen
Im Ersten Weltkrieg erhielt Zdralek das Eiserne Kreuz I und das Eiserne Kreuz II. Er bekam den Schlesischen Adlerorden 1. und 2. Klasse (für seinen Einsatz für den Wohnungsbau für Flüchtlinge aus Oberschlesien und für Landarbeiter als Prokurist der Oberschlesischen Wohnungs-Fürsorgegesellschaft in Oppeln ab 1925), das Frontkämpfer-Ehrenkreuz und die Goldene Nadel der Schlesischen Landsmannschaft verliehen.
Am 13. Dezember 1965 wurde dem in Fürth lebenden Regierungsdirektor a. D. der durch den Ministerpräsidenten im November verliehene Bayerische Verdienstorden ausgehändigt.